# Eugen Mondt
Eugen Mondt (* 17. Dezember 1888 in Trier; † nach 1981 in Dachau) war ein deutscher Dichter und Zeitzeuge der Dachauer Bohème der 1920er Jahre.

## Leben
Obwohl als Rheinländer in Trier geboren, besuchte Eugen Mondt die Schule in Erfurt in Thüringen. Um 1908 studierte er Kunstgeschichte im nahe gelegenen Leipzig, wo er sich eng mit dem Medizinstudenten Georg Hecht befreundete. Da Hecht nach seiner Promotion ab 1909 in München praktizierte, begleitete ihn Mondt dorthin. Kurz danach siedelten die beiden nach Dachau bei München über und bildeten dort eine Wohn- und Arbeitsgemeinschaft.
Eugen Mondt und Georg Hecht veröffentlichten gemeinsam „Gereimtes Zeug“ und dramatische Kleinigkeiten, aber auch ernsthafte Literaturkritiken über Paul Scheerbart, Rainer Maria Rilke und Gerhart Hauptmann, und sie waren 1912 gemeinsam die Verantwortlichen Redakteure der kurzlebigen Halbmonatszeitschrift Die Kritische Tribüne.
Während Georg Hecht im Mai 1915 an der Westfront fiel, blieb Eugen Mondt für den Rest seines Lebens in Dachau wohnhaft und pflegte engen Kontakt mit der Münchner Literaturszene um Gottfried Kölwel und Hugo Ball. Er war mit Kafka und Rilke persönlich bekannt (die über Dritte miteinander Kontakt hielten, sich aber nie begegnet sind). Als Kafka am Abend des 10. November 1916 in der Galerie Hans Goltz in München seine noch unveröffentlichte Erzählung In der Strafkolonie vorlas (sowie einige Gedichte von Max Brod), war Eugen Mondt nebst Gottfried Kölwel, Max Pulver und Kafkas Verlobte Felice Bauer im Publikum anwesend.
In den 1920er Jahren lebte in Dachau die bereits vor dem Weltkrieg rege Künstlerkolonie wieder auf. Eugen Mondt war ein aktives Mitglied der Dachauer Bohème und auch deren Zeitzeuge. Seine Aufzeichnungen aus dem Dachau der 20er Jahre erschienen noch zu seinen Lebzeiten 1979 als Buch Künstler und Käuze. Zwei Jahre später entstand als Projekt der HFF München der Dokumentarfilm Alle Dinge sind gut. Begegnung mit dem Poeten Eugen Mondt unter der Regie von Aysim Woltmann. Hauptdarsteller sind der Dichter und seine Ehefrau Erna. „Im Gespräch lässt er seinen Empfindungen freien Lauf und rezitiert Gedichte; nicht vom Verstand lässt er sich leiten, sondern vom Fühlen und dem Glauben zum Ewigen. Er lebt in seltener Harmonie mit seiner Frau, abgeschieden von der Außenwelt in einer beneidenswerten Zeitlosigkeit.“
Sein literarischer Nachlass wurde der Monacensia im Hildebrandhaus übergeben und wird von der Münchner Stadtbibliothek verwahrt.

## Werke von Eugen Mondt

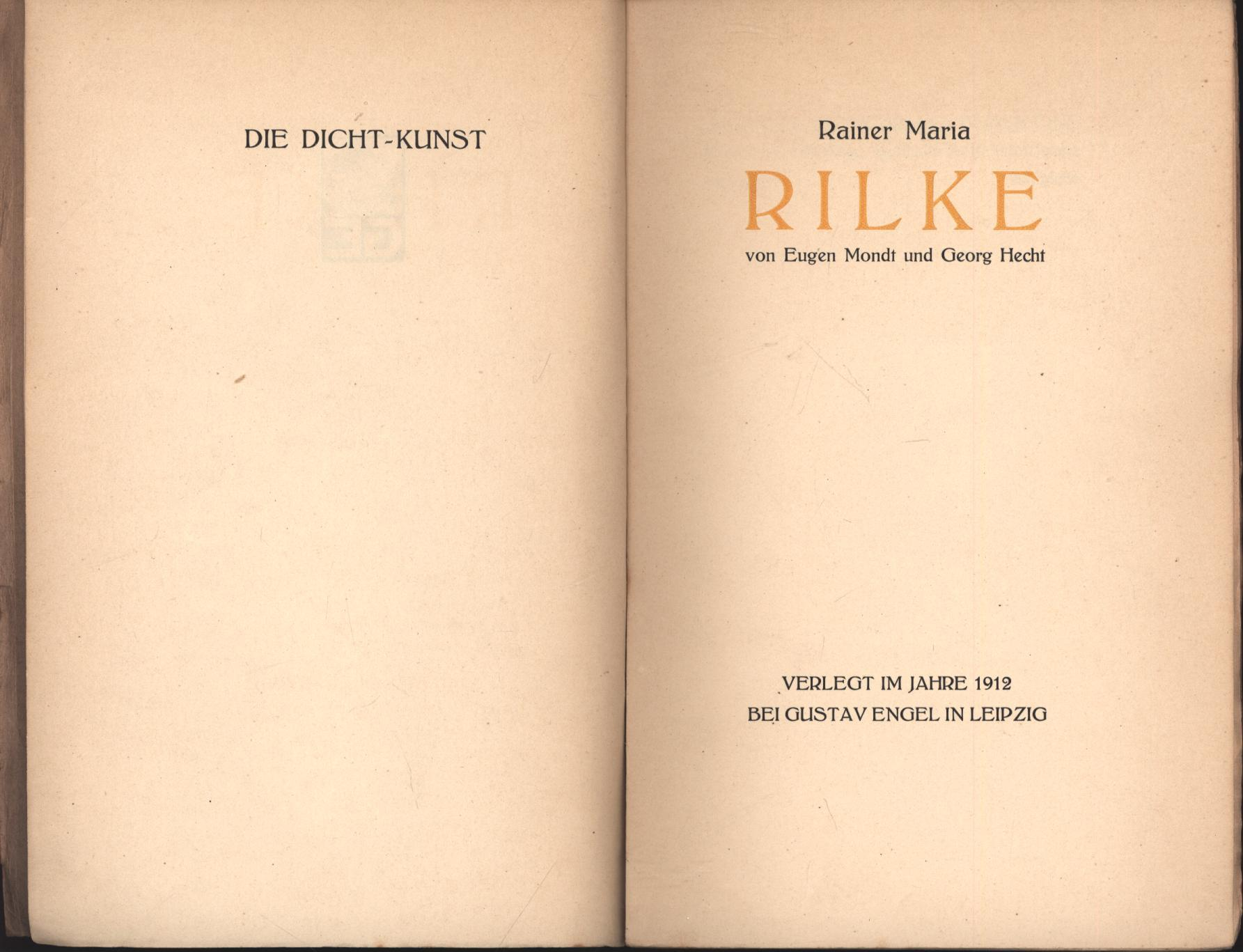
Eugen Mondt, Georg Hecht: Die Dicht-Kunst. Gustav Engel, Leipzig 1912. Band 2: Rainer Maria Rilke

### Eigene Werke
- Künstler und Käuze. Aufzeichnungen aus dem Dachau der 20er Jahre. Süddeutscher Verlag, München 1979.

### In Zusammenarbeit mit Georg Hecht
- Kathrin, 1909[3][6] [Dramolett].
- Gereimtes Zeug der beiden Herren Studiosi Almae matris Lips., 1910[3] [Gedichte].
- Gereimtes Zeug von Moritz und Max, 1911, 2. Auflage 1912.[6]
- Hefte Die Dicht-Kunst, Gustav Engel, Leipzig 1912.
  - Band 1: Paul Scheerbart. Ein Schöpfungsbericht.
  - Band 2: Rainer Maria Rilke.
  - Band 3: Gerhart Hauptmann. Traktat über Kunst und Pathos.
- Dichtung und Undichtung, 1913.[6]
- Die beiden Dichter Poller und Phillipp, 1913.[6]

### Redakteur von Zeitschriften
- (mit Georg Hecht): Die kritische Tribüne. Halbmonatszeitung für Politik, literarische Kunst und Kritik. Herausgegeben von Siegfried Flesch in München-Pasing. 1. Jahrgang 1912. Verlag Hans Wehner, Leipzig 1912.[7]